# Aeolidiella
Aeolidiella (Bergh, 1867) è un genere di molluschi nudibranchi della famiglia Aeolidiidae.

## Tassonomia
Comprende le seguenti specie:
- Aeolidiella albopunctata Lin, 1992
- Aeolidiella alderi (Cocks, 1852) - specie tipo
- Aeolidiella drusilla Bergh, 1900
- Aeolidiella glauca (Alder & Hancock, 1845)
- Aeolidiella rubra (Cantraine, 1835)
- Aeolidiella sanguinea (Norman, 1877)